# Sporobolus durus
Espèce
Synonymes
- Vilfa brongniartii Steud.

Statut de conservation UICN

 EX  : Éteint
Sporobolus durus est une espèce de plantes monocotylédones de la famille des Poaceae (graminées), sous-famille des Chloridoideae, endémique de l'île de l'Ascension. C'est une espèce probablement éteinte, mais il est possible qu'elle ait survécu dans des zones peu fréquentées. La plante a été vue pour la dernière fois en 1886 sur les pentes herbeuses du mont Weather Post. Dans cette zone peu explorée, cette plante a toujours été rare, mais une espèce apparentée très proche, introduite d'Afrique, Sporobolus africanus, y est très répandue, et il est possible que Sporobolus durus ait été victime d'hybridation généralisée. En outre la similarité des deux espèces rend difficile leur identification sur des spécimens non fleuris.